# Karma (Kamelot)
Karma is het vijfde album van Kamelot, uitgebracht in 2001 op Sanctuary Records.

## Track listing
1. Regalis Apertura – 1:57 (Instrumentaal)
2. Forever – 4:07
3. Wings of Despair – 4:32
4. The Spell – 4:20
5. Don't You Cry – 4:18
6. Karma – 5:12
7. The Light I Shine on You – 4:15
8. Temples of Gold – 4:11
9. Across the Highlands – 3:46
10. Elizabeth: I - Mirror Mirror – 4:22
11. Elizabeth: II - Requiem for the Innocent – 3:46
12. Elizabeth: III - Fall From Grace – 11:01

De Amerikaanse versie bevat nog de volgende bonustrack:
- 13. Ne Pleure Pas – 4:15

De Japanse versie bevat nog de volgende bonustrack:
- 13. Once and Future King – 4:29

## Line-up
- Roy Khan - Zanger
- Thomas Youngblood - Gitarist
- Glenn Barry - Bassist
- Casey Grillo - Drummer